# Busseola mesophaea
Busseola mesophaea är en fjärilsart som beskrevs av George Francis Hampson 1914. Busseola mesophaea ingår i släktet Busseola och familjen nattflyn. Inga underarter finns listade i Catalogue of Life.